# آيت واحي اعمر أوبلال (إغربين)
آيت واحي اعمر أوبلال هو دُوَّار يقع بجماعة زايدة، إقليم ميدلت، جهة درعة تافيلالت في المملكة المغربية. ينتمي الدوّار لمشيخة إغربين التي تضم 6 دواوير. يقدر عدد سكانه بـ 290 نسمة حسب الإحصاء الرسمي للسكان والسكنى لسنة 2004.

## وصلات خارجية
- البوابة الوطنية للجماعات الترابية
- المندوبية السامية للتخطيط